# Perdicas III
Perdicas (en llatí Perdiccas, en grec antic Περδίκκας) fou rei de Macedònia. Era el segon fill d'Amintes II i de la seva dona Eurídice.
Era molt jove quan el seu germà Alexandre II de Macedònia va ser assassinat per Ptolemeu Alorita (368 aC). Ptolemeu va ser proclamat rei sense oposició, assumint el paper de regent per la minoria d'edat de Perdicas. Però es va aixecar en armes un nou pretendent, Pausànies de Macedònia. Això va obligar a la reina Eurídice i als seus dos fills, Perdicas i Filip, a demanar la intervenció del general atenenc Ifícrates que va col·locar al tron a Perdicas. Sembla que Ptolemeu Alorita va ser restablert en el seu càrrec de regent o tutor del rei i va tenir en realitat tot el poder.
Després d'això els partidaris d'Alexandre II es van revoltar novament i van demanar ajut al tebà Pelòpides que va envair Macedònia amb una força de mercenaris. Ptolemeu li va sortir al pas i li va oferir la seva submissió, i va obtenir la confirmació com a regent, donant alguns ostatges com a garantia de la seva bona disposició amb els tebans, i va quedar obligat a abandonar les seves amistoses relacions amb els atenencs tot l'ajut que havia rebut d'Ifícrates.
Cap a l'any 364 aC Perdicas III va fer matar Ptolemeu Alorita i va agafar el poder a les seves mans. El seu regnat és completament desconegut. Se sap que va tenir hostilitats amb Atenes per la ciutat d'Amfípolis i que es va destacar com a mecenes dels homes de lletres, en especial d'Eufreu, deixeble de Plató que es diu que el va induir a no relacionar-se més que amb filòsofs i geòmetres.
Perdicas va morir l'any 360 aC o potser el 359 aC en una batalla contra els il·liris. Va deixar un fill, Amintes IV de Macedònia, que el va succeir nominalment, però de fet va ser exclòs del tron pel seu oncle (germà de Perdicas) Filip II de Macedònia.